# Twelve Partials
Twelve Partials (укр. Дванадцять часток) — музичний твір Бена Джонстона, написаний 1980 року
Твір американського композитора Бена Джонстона написано для флейти та мікротонового фортепіано. Його створено на замовлення пуерториканського флейтиста Рубена Лопеса-Переса для виконання з його дружиною-піаністкою. 
Twelve Partials складається з дванадцяти коротких композицій для флейти та мікротонового фортепіано, інструменту, настроєного як у Сюїті для мікротонового фортепіано, створеній Джонстоном за два роки до цього. За задумом композитора, ці композиції відображали різні європейські музичні жанри, як то прелюдія, етюд, фугетта або токата. Музикознавиця Хайді фон Гунден порівнювала окремі фрагменти із творами Штокгаузена, Лігеті, Ксенакіса та Мессіана.
Twelve Partials поєднує два характерні підходи Бена Джонстона до композиції: серіалізм (використання ряду з 12 нот, що не повторюються, та його різноманітних комбінацій) та «розширений чистий стрій» (вживання мікроінтервалів, заснованих на обертонах високих порядків). Комбінаторний характер твору відображається не лише в наборах нот, але й в порядку частин (виконавці мають самостійно обрати одну з 48 можливих послідовностей з матриці), та в гучності окремих тактів, яка також обиралася за допомогою принципів додекафонії. Тактові розміри — 5/4, 11/16, 9/8, 5/16 — співпадають із відношеннями висот нот в музичних інтервалах, що використовуються у творі. Нарешті, темп кожної частини також визначається за допомогою дробів, які показують зміну швидкості від частини до частини.
Список частин:
1. Bold (Сміливо)
2. Sinuous (Звивисто)
3. Meditative (Медитативно)
4. Introspective (Інтроспективно)
5. Dance-like (Танцювально)
6. Sweeping (Стрімко)
7. Sprightly (Жваво)
8. Brilliant (Блискуче)
9. Scurrying (Метушливо)
10. Wind-like (Подібно до вітру)
11. Bravura (Бравурно)
12. Solemn (Урочисто)[2]

Вперше Twelve Partials виконали Джон Фонвілл та Девід Ліптек 1981 року в Університеті Іллінойсу. Ноти вийшли у видавництві Smith Publications. 1995 року його запис у виконанні Джона Фонвілла (флейта) та Вірджинії Габуро (фортепіано) вийшов на альбомі John Fonville: Temporal Details, опублікованому на лейблі Einstein Records.